# أوتوقراطية
الأوتوقراطية (بالإنجليزية: Autocracy) هي شكل من أشكال الحكم، تكون فيه السلطة السياسية بيد شخص واحد بالتعيين لا بالانتخاب. كلمة «أوتوقراطي» أصلها يوناني وتعني (الحاكم الفرد، أو من يحكم بنفسه).
«استبدادية» هنا معنى اصطلاحي ناتج عن تعريب الكلمة، وقد تعرّب أحيانا بالدكتاتورية لكن في الواقع، هناك فرق في المعنى بين هذه المفردات، فالأوتوقراطية ليست مرادفة للشمولية، حيث أن هذه الفكرة اختلقت للتفريق بين الأنظمة الحديثة التي ظهرت في عام 1923 وبين الدكتاتوريات التقليدية. بالإضافة إلى ذلك، الأوتوقراطية ليست مرادفة ل الدكتاتورية العسكرية، فهنالك مثلا الأوتوقراطيات الليبرالية التي تحترم حقوق وحريات الأفراد.
مصطلح الملكية أيضا يختلف عن الأوتوقراطية في أنه يعكس صفة توريث الحكم هذا بالرغم من أن بعض الملكيات السلافية، بالأخص الأباطرة الروس كانوا يحملون لقب «أوتوقراطي». تاريخيا، العديد من الملوك حكموا بشكل أوتوقراطي ولكن في نهاية الأمر ضعف نفوذهم وتلاشى بعد أن كتبت وأقرت الدساتير التي أعطت الشعوب القوة لصناعة القرارات بأنفسهم من خلال ممثليهم في الحكومة.
يحتاج الأوتوقراطي إلى نوع من مساعدة أفراد نافذين ومؤسسات في المجتمع من أجل أن يستطيع أن يحكم سيطرته على الشعب. قلة هم الحكام الذين تمكنوا من أن يبسطوا نفوذهم عن طريق الحضور أو الكاريزما أو المهارات فقط، من غير مساعدة الآخرين. أغلبية الأوتوقراطيين اعتمدوا على طبقة النبلاء، والعسكر، أو الزعماء الدينيين أو آخرين، الذين بدورهم قد ينقلبون على الحاكم أو يقتلونه. لذا، قد يصعب معرفة الفرق بشكل واضح بين الأوتوقراطية والأوليغارشية التي تعني حكم القلة.

## أنواع الأوتوقراطية
يميز موريس دي فرجيه بين نوعين من الأوتوقراطية:
- أولاً: الأوتوقراطية المعلنة، التي هي استثناء؛ ومن؟أمثلتها الأحزاب الفاشية أو الشبيهة بها، حيث تحل «رغبة الحاكم» محل الانتخاب كأساس للشرعية.
- ثانياً: الأوتوقراطية المقنعة، التي هي القاعدة، وهي إخفاء تعيين أوتوقراطي تحت مظاهر مختلفة الدرجة من الديمقراطية.وقد يعتبر النظام الاوتوقراطي ذاته بمثابة الحكم؛ لإنه مستقل عن الاحزاب، وفوق الأحزاب.[1]